# CSS Atlanta (1861)

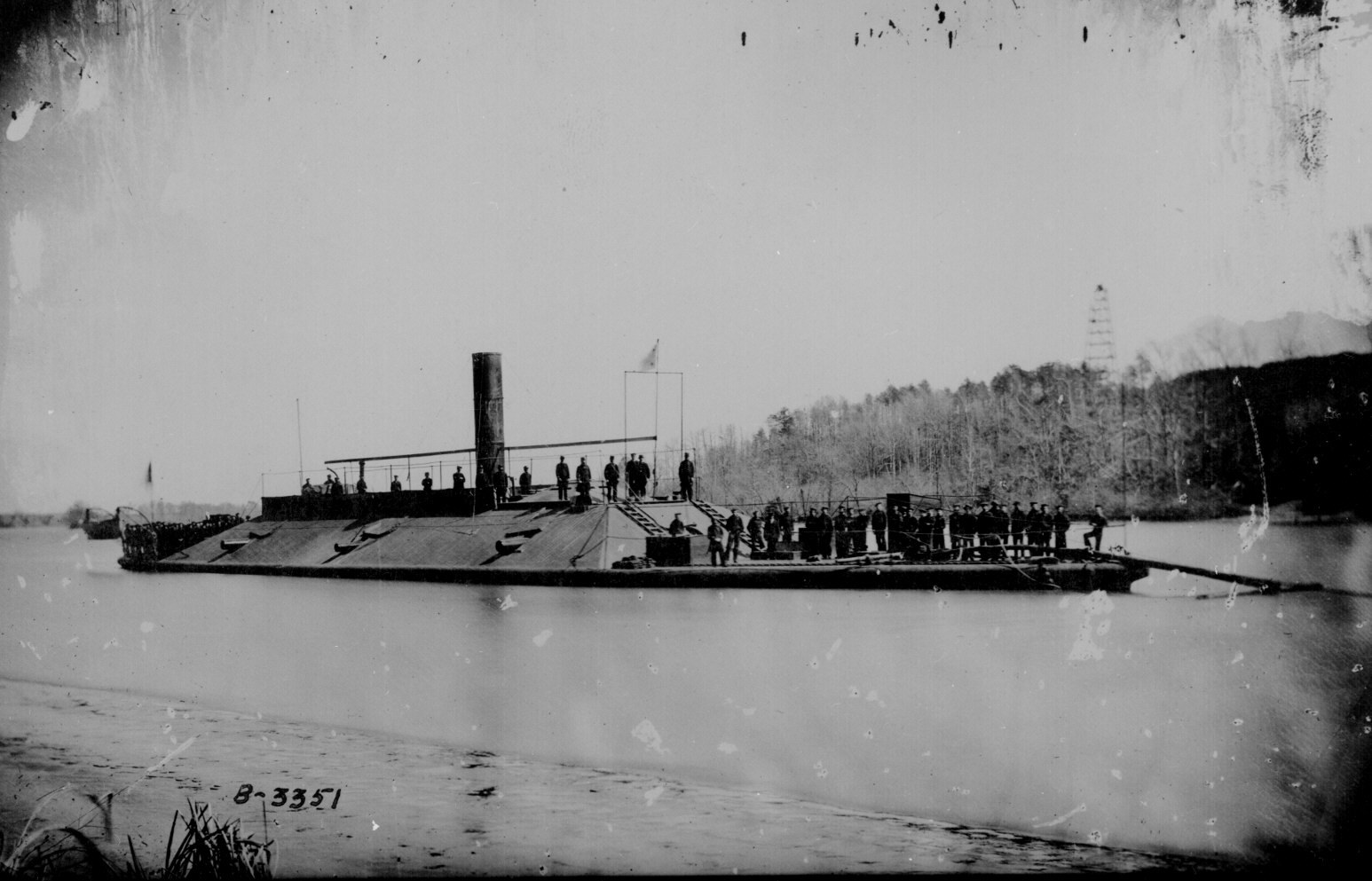
«Атланта» на річці Джеймс у складі ВМС США

Atlanta — казематний броненосець у складі ВМС Конфедерації, а потіфм, як трофей у флоті Союзу під час Громадянської війни у США. Він був перебудований з британського «проривача блокади»Fingal для Конфедерації після того, як це судно прорвалося у Саванну (Джорджія). Після кількох невдалих спроб атакувати кораблі Союзу, які забезпечували блокаду, корабель був захоплений двома моніторами в 1863 коли він сів на мілину. «Атланта» була знята з мілини, відремонтована, переозброєна та використовувалася флотом Союзу до кінця війни. Основну частину часу броненосець застосовувався річці Джеймс, надаючи підтримку федеральним силам там. Корабель вивели зі складу флоту в 1865 і помістили у резерв. За кілька років після завершення війни «Атланту» продали Гаїті. Корабель зник у морі у грудні 1869 під час подорожі до місця призначення.